# Grietje Post
Grietje Post (Werkendam, 5 januari 1938 – Gorinchem, 29 mei 2023) was een inwoner van Werkendam die landelijk bekend is geworden door het programma Man bijt hond.

## Levensloop
Haar eenvoudige levensstijl en haar liefde voor haar katten en het Koningshuis maakten haar in korte tijd een geliefd personage in het dagelijkse tv-programma. In Werkendam beheerde zij de Oudheidskamer, een mini-museum met diverse objecten uit vroegere tijden.
Omdat zij het dorp Werkendam vrijwel nooit verliet noemde Post alle medemensen Werkendammers. Ze werd dan ook bekend met haar uitspraak 'Hallo Werkendammers'. Ze woonde haar hele leven in de Langesteeg.
In Man bijt hond op SBS6 had zij sinds oktober 2019 haar eigen brievenrubriek Grietjes Post. Hierin beantwoordde zij vragen van kijkers met allerhande problemen.
Post overleed na een kort ziekbed op 85-jarige leeftijd.